# Tyla
Tyla Laura Seethal (Edenvale, 2002. január 30. –), művésznevén Tyla, dél-afrikai énekes és dalszerző. Johannesburg városában nőtt fel és 2021-ben leszerződtette az Epic Records, hazai sikerei után.
Tyla 2023-as Water című dalával lett világszerte ismert, tizenhat országban volt a slágerlisták első tíz helyének egyikén, többek között az Egyesült Államokban is. Itt 55 év után az első dél-afrikai szólóelőadó által énekelt dal volt, ami a Billboard Hot 100 listán szerepelt. A dal elnyerte az első Grammy-díjat a Legjobb afrikai zenei teljesítményért. Ezt követően kiadta Tyla (2024) című albumát, ami kritikai és kereskedelmi sikert ért el.
A legfiatalabb afrikai Grammy-díjas előadó és jelölték Brit Award, Soul Train Music Award, MOBO Award, és South African Music Award díjakra is. A popiano királynője becenevet kapta a pop és az amapiano műfajok keveréséért.

## Fiatalkora
Tyla Laura Seethal Edenvale-ben született, Johannesburg külvárosában, Sharleen és Sherwin Seethal gyermekeként. Családja indiai, zulu, ír és mauritiusi felmenőkkel rendelkezik. Johannesburgban nőtt fel, 2019-ben érettségizett az Edenglen Középiskolában, az iskola kulturális vezetőjeként. Iskolás évei közben kezdett el zenét készíteni, amit Instagramon tett közzé és küldött el személyeknek a zeneiparban. Ezt követően fedezte fel első menedzsere, Garth von Glehn, aki először stúdióba juttatta az énekest. Végzős évében minden hétvégén a stúdióban volt.

## Pályafutása

### 2019–2022: aGetting Lateés sikerek hazájában
2019 végén, miután elvégezte a középiskolát, Tyla kiadta első kislemezét, a Getting Late-et, Kooldrink produceri munkájával. A dal nagy sikert aratott Dél-Afrikában. A 2021 januárjában kiadott videóklipet menedzsere forgatta. A YouTube-on sokmillió megtekintést szerzett és jelölték a South African Music Award díjátadón az Év videóklipje kategóriában.

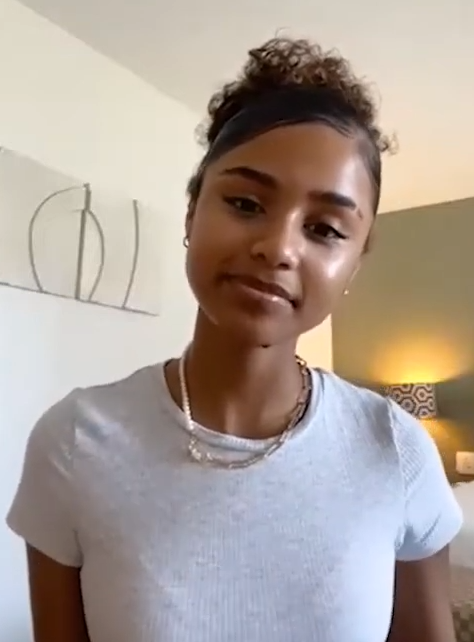
2021-ben

Bányászmérnöki végzettségért tanult egyetemen, mielőtt szülei „sok sírás és könyörgés” után megengedték neki, hogy egy évre felfüggessze tanulmányait zenészi karrierje megsegítésére. Ezt követően szerződtette le 2021-ben az Epic Records az Egyesült Államokban, a Fax Records kiadón keresztül. Ezt követően két kislemezt jelentetett meg, az Overdue-t (2021) és a To Lastet (2022).

### 2023–napjainkig: aWater, aTylaés nemzetközi siker
Első koncertjét 2023-ban rendezték, a Dolce & Gabbana buliján a Milánói Divathéten, a Been Thinking megjelenése után. Ennek a dalnak köszönhetően szerepelt először a Billboard slágerlistáján, a R&B/Hip-Hop Airplay és a Rhythmic Airplay kategóriákban. Heven Haile (Pitchfork) azt írta a dalról, hogy egy „klubhimnusz, ami visszahozza a 2000-es évek csábító pop-R&B-slágereit” és Ciara, illetve Rihanna munkásságához hasonlította. Ez után Chris Brown nyitófellépője volt 2023-as turnéján, a Under the Influence Touron. 2023 májusában kiadta Girl Next Door című kislemezét, Ayra Starr nigériai énekessel. Júliusban megjelentette a dalt, ami később nemzetközi sikert hozott neki, a Watert. A dal egyben első kislemeze volt 2024-ben megjelent, Tyla című albumáról. A Water nagy sikert aratott a TikTok közösségi média platformnak köszönhetően, a slágerlisták első tíz helyén volt többek között Ausztráliában, az Egyesült Államokban, az Egyesült Királyságban és Magyarországon is. Ennek a kislemeznek köszönhetően az első dél-afrikai szólóelőadó lett 55 év elteltével, aki szerepelni tudott a Billboard Hot 100 slágerlistán.
A Watert előadta élőben a The Bianca Show műsorán Svédországban és a The Tonight Show Starring Jimmy Fallonon is az Egyesült Államokban. 2023. október 6-án jelent meg a dal videóklipje, ami három nap alatt három millió megtekintést ért el. Ezt követően közreműködött Summer Walker Girls Need Love című dala remixén. 2023 decemberében bejelentette, hogy 2024 márciusában kiadja debütáló stúdióalbumát, Tyla (2024) címmel és ezzel egyidőben megjelentetett három promóciós kislemezt az albumról, Truth or Dare, On and On és Butterflies címmel. A The Voice 24. évadja utolsó részében megjelent és előadta a Watert, illetve a Truth or Dare-t. A 66. Grammy-gálán, 2024 februárjában, Tyla lett az első előadó, aki megnyerte a Legjobb afrikai zenei teljesítmény díjat a Waterrel, illetve a legfiatalabb afrikai Grammy-díjas.
Első albuma végül 2024. március 22-én jelent meg, az Art című kislemezzel és annak videóklipjével együtt. A lemezt méltatták a kritikusok, illetve kereskedelmi sikert is ért el, az első huszonöt helyen szerepelt az Egyesült Államok, az Egyesült Királyság, Hollandia, Norvégia, Új-Zéland és Svájc albumlistáin is. A 18. Metro FM Music Awards díjátadón hat jelölést szerzett, ami a legtöbb volt a gálán.

## Inspiráció
Tyla legnagyobb zenei inspirációi Michael Jackson, Aaliyah, Rihanna, Britney Spears, Drake, Cassie, Tems és Wizkid. Azt nyilatkozta, hogy célja, hogy az első világhírű afrikai popsztár legyen.

## Diszkográfia
Stúdióalbumok
- Tyla (2024)

Kislemezek
- Getting Late (Kooldrink közreműködésével; 2019)
- Overdue (DJ Lag és Kooldrink közreműködésével; 2021)
- Been Thinking (2023)
- Girl Next Door (Ayra Starr közreműködésével; 2023)
- Water (2023)
- Truth or Dare (2024)
- Art (2024)

## Turnék
Headliner
- Tyla Tour (2024)

Nyitóelőadóként
- Under the Influence Tour (Chris Brownnal) (2023)

## Díjak és jelölések
| Díjátadó                              | Év   | Kategória                           | Jelölt/munka                              | Eredmény | For.   |
| ------------------------------------- | ---- | ----------------------------------- | ----------------------------------------- | -------- | ------ |
| African Entertainment Awards USA      | 2023 | Legjobb női előadó                  | Önmaga                                    | Elnyerte | [ 52 ] |
| BBC                                   | 2024 | 2024 hangja                         | Önmaga                                    | 4.       | [ 53 ] |
| Brit Awards                           | 2024 | Legjobb nmezetközi dal              | Water                                     | Jelölve  | [ 54 ] |
| Cultural and Creative Industry Awards | 2024 | Legjobb nemzetközi előadó           | Önmaga                                    | Elnyerte | [ 55 ] |
| Cultural and Creative Industry Awards | 2024 | Legjobb újonc                       | Önmaga                                    | Jelölve  | [ 56 ] |
| Grammy-díj                            | 2024 | Legjobb afrikai zenei teljesítmény  | Water                                     | Elnyerte | [ 57 ] |
| iHeartRadio Music Awards              | 2024 | Legjobb afrikai zenei előadó        | Önmaga                                    | Jelölve  | [ 58 ] |
| iHeartRadio Music Awards              | 2024 | Legjobb dalszöveg                   | Water                                     | Jelölve  | [ 58 ] |
| iHeartRadio Music Awards              | 2024 | Az év TikTok-dala                   | Water                                     | Jelölve  | [ 58 ] |
| Metro FM Music Awards                 | 2024 | Az év dala                          | Water                                     | Függőben | [ 59 ] |
| Metro FM Music Awards                 | 2024 | Legjobb videóklip                   | Water                                     | Függőben | [ 59 ] |
| Metro FM Music Awards                 | 2024 | Legjobb kihívás                     | Water                                     | Függőben | [ 59 ] |
| Metro FM Music Awards                 | 2024 | Legjobb R&B                         | Water                                     | Függőben | [ 59 ] |
| Metro FM Music Awards                 | 2024 | Legjobb női előadó                  | Önmaga                                    | Függőben | [ 59 ] |
| Metro FM Music Awards                 | 2024 | Az év előadója                      | Önmaga                                    | Függőben | [ 59 ] |
| Soul Train Music Awards               | 2023 | Legjobb új előadó                   | Önmaga                                    | Jelölve  | [ 60 ] |
| South African Music Awards            | 2022 | Az év videóklipje                   | Getting Late (Kooldrink közreműködésével) | Jelölve  | [ 13 ] |
| South African Music Awards            | 2023 | Legjobb produceri munka videóklipen | Been Thinking                             | Jelölve  | [ 61 ] |
| South African Style Awards            | 2024 | Legstílusosabb előadó               | Önmaga                                    | Elnyerte | [ 62 ] |
| MOBO Awards                           | 2023 | Legjobb afrikai zenei előadó        | Önmaga                                    | Jelölve  | [ 63 ] |

## Fordítás
Ez a szócikk részben vagy egészben  a   Tyla (South African singer) című angol Wikipédia-szócikk ezen változatának fordításán alapul.  Az eredeti cikk szerkesztőit annak laptörténete sorolja fel. Ez a jelzés csupán a megfogalmazás eredetét és a szerzői jogokat jelzi, nem szolgál a cikkben szereplő információk forrásmegjelöléseként.